# Tzidkatekha
Tzidkatekha (hébreu : צדקתך « Ta justice ») est une série de versets commençant par ce mot, récitée après la répétition de la prière par l’officiant lors de l’office de min'ha du chabbat. Récité en mémoire de trois justes décédés ou enterrés lors de l’après-midi du chabbat, il marque la fin de l’atmosphère joyeuse de ce jour.